# Thor Thorvaldsen
Thor Thorvaldsen (* 31. Mai 1909 in Bamble; † 30. Juni 1987 in Bærum) war ein norwegischer Segler.

## Erfolge
Thor Thorvaldsen, der für den Kongelig Norsk Seilforening segelte, nahm viermal an Olympischen Spielen teil. Bei seinem Olympiadebüt 1936 in Berlin ging er in der O-Jolle an den Start und beendete den Wettbewerb auf dem 10. Platz. 1948 segelte er in London in der Bootsklasse Drachen und war in dieser Skipper des von ihm selbst gebauten Bootes Pan, dessen Crew aus Sigve Lie und Håkon Barfod bestand. Mit unter anderem zwei Siegen in sieben Wettfahrten gewannen die Norweger die Regatta mit 4746 Gesamtpunkten knapp vor dem schwedischen Boot um Skipper Folke Bohlin und dem von William Berntsen geführten dänischen Boot. Vier Jahre darauf gelang Thorvaldsen mit Lie und Barford in Helsinki die Wiederholung des Olympiasiegs, als sie mit der Pan erneut die Goldmedaille gewannen. Sie gewannen drei der sieben Wettfahrten und beendeten mit 6129 Punkten die Regatta vor dem von Per Gedda geführten schwedischen und dem von Theodor Thomsen geführten deutschen Boot. Bei den Olympischen Spielen 1956 in Melbourne kam Thorvaldsen, der bei der Eröffnungsfeier als Fahnenträger der norwegischen Delegation fungierte, mit der Pan II dieses Mal nicht über den siebten Platz hinaus. Zur Crew gehörten 1956 Carl Otto Svæ und Bjørn Oscar Gulbrandsen. Thorvaldsen gewann zudem 1948 in Arendal und 1950 in Vejle den Gold Cup.

## Auszeichnung
Für seinen Olympiasieg erhielt Thorvaldsen 1948 die Aftenposten-Goldmedaille.